# 国舅
國舅是指君主的舅父或君主正室的兄弟（妻舅），有時也包括少數寵妃的兄弟，但此並不符合禮制，因華夏傳統上妾家並非夫之姻親。按照漢字文化圈傳統宗法制度，皇室只承認父系，國舅屬於君主的母系、妻系親族，不屬皇族，而是外戚。